# Комин (Франция)
Комин (на френски: Comines) е селище в северна Франция, част от департамент Нор на регион О дьо Франс. Населението му е около 12 000 души (1999).
Разположено е на 17 метра надморска височина във Фламандската низина, на самата граница с Белгия, като представлява предградие на Лил, отдалечено на 14 километра от центъра на града. Селището съществува от Античността и преживява разцвет през Средновековието, когато е един от важните тържговски центрове на графство Фландрия. През 1713 година градът е разделен, като основната част е присъединена към Франция, а частите северозападно от река Лейе остават в Австрийска Нидерландия и днес са в Белгия като част от град Комин-Варнетон.

## Известни личности
Родени в Комин
- Ожие Гислен дьо Бюсбек (1522 – 1592), писател